# Tonbogiri

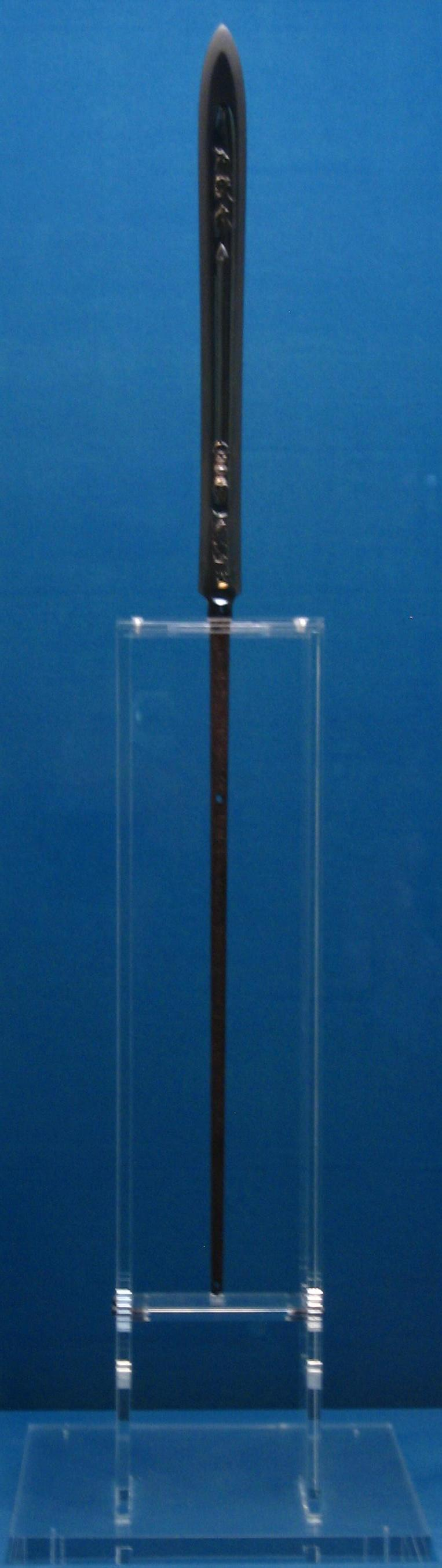
Copie de la Tonbogiri.

La Tonbogiri (蜻蛉切 とんぼぎり) est une des trois grandes lances du Japon créées par le célèbre forgeron Masazane Fujiwara, et qui aurait été maniée par le daimyō Honda Tadakatsu. La lance tire son nom du mythe qu'une libellule s'est déposée sur sa lame et a été immédiatement coupée en deux. « Tonbo » (en japonais) signifie « libellule » et « giri » , « couper », ce qui se traduit par « lance coupeuse de libellule ».